# Kim Turner
Kimberly "Kim" Turner, född den 21 mars 1961 i Birmingham, Alabama, USA, är en amerikansk före detta friidrottare som tävlade i häcklöpning.
Hennes främsta merit är bronset på 100 meter häck vid de olympiska sommarspelen 1984 i Los Angeles.

## Personliga rekord
- 100 meter häck – 12,77 från 1992 [1]